# Why Did I Get Married Too?
Why Did I Get Married Too? (bra: Por Que Eu Me Casei Também?) é um filme de comédia dramática que sucediu "Why Did I Get Married?". O filme foi bem aceito pela crítica e público, arrecadando mais de 60 milhões de dólares nos Estados Unidos.

## Elenco
- Tyler Perry como Terry Brock
- Janet Jackson como  Patricia Agnew
- Jill Scott como  Shelia Jackson
- Sharon Leal como  Dianne Brock
- Tasha Smith como  Angela Williams
- Richard T. Jones como  Mike
- Malik Yoba como  Gavin Agnew
- Lamman Rucker como  Troy Jackson
- Michael Jai White como  Marcus Williams
- Louis Gossett Jr. como  Porter
- Cicely Tyson como  Ola
- Dwayne Johnson como  Daniel Franklin

## Desempenho

### Crítico
O filme obteve melhores críticas do que o anterior. Com base em 43 comentários recolhidos por Rotten Tomatoes, o filme tem uma taxa geral de aprovação dos críticos de 74%, com uma pontuação média de 8 de 10 pontos. A título de comparação, no Metacritic, o filme tem uma média calculada em 64% de aprovação, com base em 12 comentários.

### Bilheteria
"Why Did I Get Married Too?" arrecadou um total de 30,2 milhões de dólares no primeiro final de semana, atrás de "Clash of the Titans (2010)". Essa se tornou a maior arrecadação para um filme de Tyler Perry. Até , quando saiu dos cinemas americanos o filme havia arrecadado US$ 60.095.852. Internacionalmente foi considerado um sucesso moderado, arrecadando US$ 578.120, cem mil dólares a menos do que o antecessor. Assim, o filme arrecadou US$ 60.655.184 no mundo inteiro.